# 拉尔夫·哈森许特尔
拉尔夫·哈森许特尔（德語：Ralph Hasenhüttl，1967年8月9日—）是一位奥地利前足球运动员及现任足球教练。这位身高达1.91米的前锋在球员生涯曾8次代表奥地利国家足球队出战。

## 球员生涯

### 俱乐部生涯
哈森许特尔作为前锋在奥地利本土长期获得成功后，于1996年前往国外发展。他在比利时作赛的两年时间分别效力于皇家梅赫伦和皇家利尔，直至1998-99赛季加盟德乙俱乐部科隆。他随科隆于2000年成功升入德甲，但自己却选择留在德乙，转投菲尔特继续效力。2004年，哈森许特尔在地区联赛球队拜仁慕尼黑业余队退役。

### 国家队生涯
哈森许特尔在1988年5月15日对阵匈牙利的友谊赛中以替补身份完成了国家队首秀，并在登场的10分钟后便射入自己的国家队首球。总体而言，他在1988年至1994年期间共代表奥地利国家足球队参加过8场比赛，并射入3球。

## 教练生涯
从2004年至2005年，哈森许特尔执教于翁特哈兴足球俱乐部的19岁以下青年二队。在赫里伯特·道依廷格于2007年3月被解雇后，他曾在维尔纳·洛兰特继任前担当该俱乐部的代理主教练，随后则担任洛兰特的助理教练。而在洛兰特于2007年10月4日辞职后，哈森许特尔于2007年10月4日被正式任命为翁特哈兴新主教练。他率队在该赛季以积分榜第六名完赛。得益于此良好表现，球队在随后的2008-09赛季获得参加新成立的德丙联赛资格，并能以积分榜第四名完赛，仅落后升级附加赛1分和直接升级2分。然而在2009-10赛季，他们无法复制之前的成功，在24轮比赛过后仅以积31分名列第十，哈森许特尔因此在2010年2月22日被队委会免除主教练职位。
2011年1月2日，哈森许特尔接过另一支德丙俱乐部阿伦的教鞭，成为原主教练莱纳·沙林格的继任者。此时球队在冬歇期过后仅领先降级区1分，排名第16位。在哈森许特尔接手、并经过联赛下半程的征途后，阿伦依然以第16位完赛，而成功保级使他的合同自动获得延长一年。在随后的赛季，球队通过转出14位球员和转入8位球员完成精简阵容，在留住核心的同时，其余位置均根据哈森许特尔的意愿改造，以期达到积分榜中游的赛季目标。事实上，球队在赛季之初至冬歇期之前的上半程表现差强人意，在相对均衡的联赛中仅排名第六，距离升级附加赛区尚有1分的差距。但这种趋势使得阿伦在下半程迎来一波八连胜的高潮，因此，合同早在2011年11月被延长了两年的哈森许特尔能够率队在赛季结束后以亚军身份直接晋级德乙。
在2012年夏天的季前训练营中，哈森许特尔感染了汉他病毒。但是在缺席大约三周后，他可以及时返回处理2012-13赛季的工作。不同于升级赛季时惯用的4-4-2阵型，哈森许特尔在新赛季为阿伦制定了可快速攻防转换和反击的4-5-1体系，令球队在赛季争夺中令人惊讶的取得成功：经过上半程的优异表现，他们在进入冬歇期时排名积分榜第五。由于在冬歇期后一些不走运的比赛，阿伦在季末的成绩有所下滑，但他们仍然是表现最好的升班马，以积分榜第九名完赛。经历了两年半的成功岁月后，哈森许特尔于2013年6月要求提前终止合同。这是因为他与俱乐部体育主管马库斯·舒普发生分歧，同时俱乐部对新赛季实行财政紧缩政策，一方面流失了许多球员，另一方面却没有新球员补充。
自2013年10月7日起，哈森许特尔开始执教德乙俱乐部因戈尔施塔特，这是由于原主教练马尔科·库尔茨因成绩糟糕被解雇。前任留给他的是一支排名垫底（9轮7负）的球队，但哈森许特尔率领球队迅速重返正轨，并最终以积分榜第十名完赛。因此，他与俱乐部的合同被延长至2016年。在2014-15赛季末，哈森许特尔成功率领因戈尔施塔特首次升入德甲，同时也夺得了该季的德乙冠军。而隔年，作為新升級的球隊，也是眾多媒體季前預測的降級熱門，他再次展現了令眾人驚豔的執教功力，他成功以第11名的成績完成這個球季，讓球隊安穩的留在德甲。
隨後在2016年5月，他被確認為新任德乙亞軍RB萊比錫在德甲第一年的新教練，於2016年7月1日接任。他的第一場比賽是在德國杯對陣德累斯頓迪納摩，萊比錫以4-5在十二碼戰中落敗。德甲聯賽的首個賽季，萊比錫獲得了第二名的成績，在德甲的首秀便獲得了巨大的成功，與此同時，因戈尔施塔特馬上掉到德甲17名而降級。然而接下來的一個賽季，俱樂部拒絕了哈森许特尔延長合約的要求，而他的挫折連帶影響了球隊的士氣：整個球季萊比錫在歐冠門票的邊緣掙扎，此時萊比錫便把眼光放到了霍芬海姆的年輕教練納格爾斯曼身上，最後萊比錫只能以第六名結束17-18賽季，合約還剩下一年的哈森許特爾隨即以「不願意做為納格爾斯曼到來前的看守總教練」為理由辭職。
2018年12月5日，被任命為南安普敦的新教練，將這支在他就任當時是第18名的球隊成功在季末拉抬到第16名，成功留在英超。隔年再次確定保級成功後，他獲得了一份至2024年的延長合約，賽季結束時更是進步到第11名，並獲得了2020年7月的英超最佳教練榮譽。惟其英超生涯也創造了一個尷尬記錄，則是英超首名主客賽事同時敗陣9-0的教練(19-20球季主場對李斯特城及20-21球季作客對曼聯）

### 执教数据
最後更新：2022年11月9日
| 俱乐部       | 自            | 至            | 成绩 | 成绩 | 成绩 | 成绩 | 成绩  | 成绩                |
| 俱乐部       | 自            | 至            | 场   | 胜   | 平   | 负   | 胜%   | 注                  |
| ------------ | ------------- | ------------- | ---- | ---- | ---- | ---- | ----- | ------------------- |
| 翁特哈兴     | 2007年10月4日 | 2010年2月22日 | 62   | 28   | 14   | 20   | 45.16 | [ 8 ]               |
| 阿伦         | 2011年1月3日  | 2013年6月8日  | 91   | 35   | 28   | 28   | 38.46 | [ 8 ]               |
| 因戈尔施塔特 | 2013年10月7日 | 2016年6月30日 | 95   | 36   | 34   | 25   | 37.89 | [ 9 ] [ 10 ] [ 11 ] |
| RB萊比錫     | 2016年7月1日  | 2018年5月16日 | 83   | 40   | 19   | 24   | 48.19 | [ 8 ]               |
| 修咸頓       | 2018年12月5日 | 2022年11月7日 | 73   | 27   | 16   | 30   | 36.99 | [ 12 ]              |
| 总计         | 总计          | 总计          | 432  | 179  | 117  | 136  | 41.44 | —                   |

## 荣誉
- 奥地利足球冠军：1991年、1992年、1993年（随奥地利维也纳）；1995年（随奥地利萨尔茨堡）
- 奥地利杯冠军：1990年、1992年、1994年（随奥地利维也纳）
- 德国足球乙级联赛冠军：2015年（率因戈尔施塔特）